# As-Salt
as-Salt (arabiska: السلط) är en provinshuvudort i Jordanien.   Den ligger i provinsen al-Balqa, i den norra delen av landet, 23 km väster om huvudstaden Amman. Antalet invånare är cirka 80 000.